# جيانلوكا سانسوني
جيانلوكا سانسوني (بالإيطالية: Gianluca Sansone)‏ (12 مايو 1987 ببوتنسا في إيطاليا - ) هو لاعب كرة قدم إيطالي في مركز الهجوم. لعب مع نادي باري ونادي بولونيا ونادي تورينو ونادي ساسولو ونادي سامبدوريا ونادي سيينا ونادي فروسينوني وAS Pescina Valle del Giovenco ‏ ولانشانو كالتشيو 1920 ‏ وASD Città di Gallipoli ‏.

## روابط خارجية
- جيانلوكا سانسوني على موقع قاعدة بيانات كرة القدم.إي يو (الإنجليزية)
- جيانلوكا سانسوني على موقع Soccerway.com (الإنجليزية)
- جيانلوكا سانسوني على موقع عالم كرة القدم.نت (الإنجليزية)
- جيانلوكا سانسوني على موقع AS.com (الإسبانية)